# Golda Meir
Golda Meirⓘ (heb. גולדה מאיר; arab. جولدا مائير) (ur. 3 maja 1898 w Kijowie, zm. 8 grudnia 1978 w Jerozolimie) – izraelska polityk, premier Izraela, minister pracy, spraw zagranicznych. Była czwartym premierem Izraela, pełniąc to stanowisko od 17 marca 1969 do 11 kwietnia 1974 i stojąc na czele czternastego, piętnastego oraz szesnastego rządu Izraela.
Sygnatariuszka Deklaracji niepodległości Izraela. Była nazywana „Żelazną Damą” izraelskiej polityki na długo przed przylgnięciem tego określenia do Margaret Thatcher. Pierwsza (i jak dotychczas jedyna) kobieta na stanowisku szefa rządu Izraela, a także trzecia premier na świecie.

## Życiorys

### Wczesne lata
Urodziła się 3 maja 1898 roku w Kijowie jako Golda Mabowicz. Była córką Blume Naidicz i Mosze Mabowicza. W swej autobiografii napisała, że jej najwcześniejsze wspomnienie to ojciec barykadujący drzwi wejściowe na wieść o nadchodzącym pogromie. Meir miała siedmioro rodzeństwa: dorosłości, oprócz niej samej, dożyły siostry Szejna i Tzipke. W 1903 roku ojciec wyjechał do USA, reszta rodziny przeprowadziła się do Pińska, a starsza siostra Goldy Szejna, zaangażowała się w działalność w radykalnej organizacji syjonistyczno-rewolucyjnej. Ta aktywność siostry bardzo imponowała Goldzie i jednocześnie zmusiła resztę rodziny do wyjazdu do Stanów Zjednoczonych.

#### Na emigracji w USA
W 1906 roku jej rodzina wyemigrowała do Stanów Zjednoczonych i osiedliła się w Milwaukee w stanie Wisconsin. Ojciec pracował w warsztatach kolejowych, a matka w sklepie spożywczym. Gdy Meir ukończyła 14 lat, matka nakazała jej zakończyć edukację i wyjść za mąż. Meir uciekła z domu, wyjechała do Denver, gdzie mieszkała jej siostra Szejna. Przebywała tam przez rok. W tym czasie poznała Morrisa Meyersona, późniejszego męża. Powróciła do Milwaukee w wieku 18 lat. Po ukończeniu szkół pracowała tam jako nauczycielka. W tym czasie była także już działaczką młodzieżowego ruchu syjonistycznego Habonim. Brała udział w wiecach, przemawiała często publicznie, opowiadając się za syjonizmem socjalistycznym. Nierzadko także gościła osoby przybyłe z Palestyny. Formalnie wstąpiła do Syjonistycznej Organizacji Pracy w 1915 roku.
Poślubiła Morrisa Meyersona i w 1921 roku wraz z mężem i siostrą Szejną wyemigrowała do Palestyny.

### Kibuc Merchawja i życie w Jerozolimie
Rodzina Meyersonów była jedną z pierwszych, które osiedliły się w kibucu Merchawja. Początkowo ich podanie o zamieszkanie w kibucu zostało odrzucone, jednak wkrótce uzyskali zgodę. W tym czasie ujawniły się talenty przywódcze Meir, członkowie kibucu wybrali ją na swojego przedstawiciela w centrali związków zawodowych Histadrut. W 1924 roku rodzina opuściła wspólnotę z powodu Meyersona, któremu znużył się ten sposób życia.
W 1924 roku Meyersonowie osiedlili się w Jerozolimie (przez krótki czas mieszkając uprzednio w Tel Awiwie) i Meir rozpoczęła działalność polityczną. Była współzałożycielką Socjaldemokratycznej Robotniczej Partii Izraela (Mapai) oraz organizacji związkowej Powszechnej Organizacji Robotników Żydowskich w Ziemi Izraela (Histadrut), w której była przewodniczącą sekcji politycznej.
W tym czasie urodziła dwójkę dzieci – Menachema i Sarę. Powinności służbowe zmusiły Meir do przeprowadzki z dziećmi do Tel Awiwu, podczas gdy jej mąż pozostał w Jerozolimie. Małżeństwo żyło oddzielnie, uzyskali sądową separację, ale nigdy nie wzięli rozwodu. Meyerson zmarł w 1951 roku.

### Kariera polityczna
Pozycja Meir w Histadrucie stale się wzmacniała, podobnie jak znaczenie tej organizacji, która wkrótce stała się nieoficjalnym „rządem” Brytyjskiego Mandatu Palestyny. W 1946 roku, w wyniku zaniepokojenia tą sytuacją Brytyjczyków, nastąpiła fala aresztowań liderów syjonistycznych, ominęło to jednak Meir. Jako liderka Histadrutu prowadziła równocześnie negocjacje z władzami brytyjskimi, jak również z radykalnymi terrorystycznymi żydowskimi organizacjami podziemnymi.

#### Utworzenie Państwa Izrael
Była sygnatariuszką Deklaracji niepodległości Izraela 14 maja 1948 roku. Później tak opisywała to wydarzenie: Po podpisaniu, popłakałam się. Gdy studiowałam historię amerykańską, jako uczennica, czytałam o tych, którzy podpisali Deklarację Niepodległości, nie mogłam wyobrazić sobie prawdziwych ludzi robiących to. A wtedy ja siedziałam i podpisywałam deklarację niepodległości. Następnego dnia Izrael został zaatakowany przez połączone siły Egiptu, Syrii, Libanu, Transjordanii i Iraku. Meir otrzymała pierwszy paszport przyznany przez Państwo Izrael i wyjechała do USA w celu zbierania pieniędzy na nowo powstały kraj.
W czerwcu 1948 roku została pierwszym ambasadorem Izraela w ZSRR. Pełniła to stanowisko bardzo krótko, do 1949 roku. W czasie swojego pobytu w Moskwie, była stale „niepokojona” przez tysiące rosyjskich Żydów, pragnących wyjechać do Izraela z powodu nasilających się represji reżimu stalinowskiego. Szczególnie znane stało się zdjęcie, widniejące zresztą na jednym z banknotów izraelskich (konkretnie na banknocie dziesięcioszeklowym z 1985 roku), przedstawiające tłum rosyjskich Żydów otaczających Meir i podrzucających ją w powietrze ze szczęścia.

#### Stanowiska ministerialne
W 1949 roku została wybrana do izraelskiego parlamentu Knesetu i zasiadała w nim nieprzerwanie do 1974 roku. W latach 1949–1956 była ministrem pracy. Działała na rzecz budowy nowych domów dla imigrantów i starała się ułatwić im integrację poprzez tworzenie miejsc pracy. W 1956 roku została ministrem spraw zagranicznych w rządzie premiera Dawida Ben Guriona. To on poprosił ją o zmianę nazwiska na brzmiące bardziej z hebrajska. Tak więc po tym, gdy w roku 1951 została wdową, w 1956 zmieniła nazwisko na hebrajskie „Meir” (płonąć jasno).

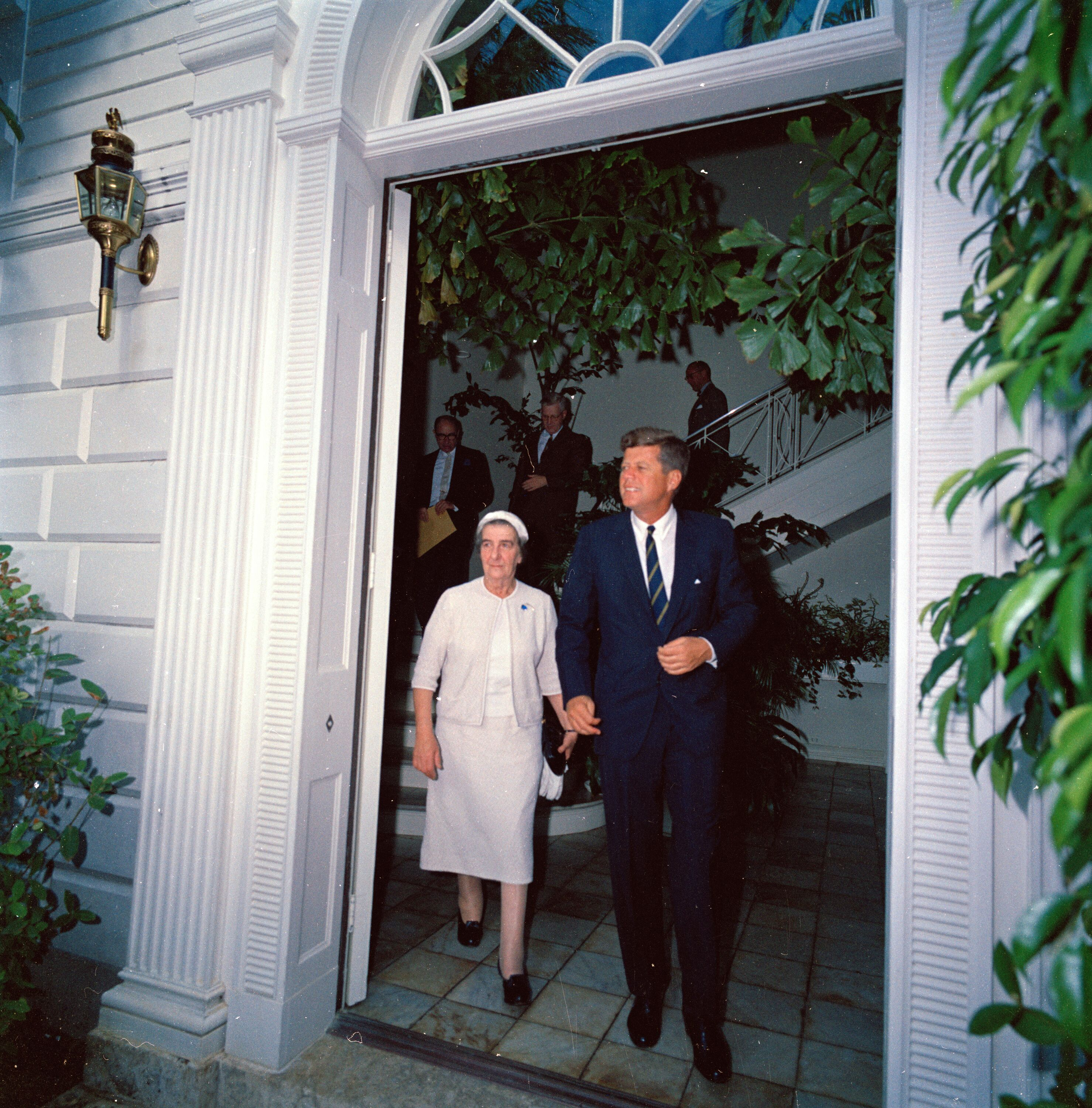
Golda Meir i John F. Kennedy, 1962

Jako minister spraw zagranicznych, zainicjowała współpracę gospodarczą Izraela z nowo powstałymi państwami Afryki. Umocniła dobre stosunki Izraela ze Stanami Zjednoczonymi i krajami Ameryki Łacińskiej. Reprezentowała interesy Izraela w Światowej Organizacji Syjonistycznej.
W latach 1956–1958, okresie drugiej fali emigracji Żydów z Polski do Izraela, Golda Meir zaproponowała selekcję imigrantów. W liście do ambasadora Izraela w Polsce Katriela Kaca napisała: „W komitecie koordynacyjnym zgłoszono propozycję, by poinformować polski rząd, że życzymy sobie wprowadzenia selekcji żydowskiej emigracji do Izraela, bo nie możemy dłużej przyjmować chorych i niepełnosprawnych osób. Proszę o opinię, czy da się to wytłumaczyć Polakom bez szkody dla imigracji”.
W latach 60. zdiagnozowano u Meir chłoniaka złośliwego. Informację tę trzymała w tajemnicy w obawie przed możliwymi zarzutami że jest niezdolna do pracy. Jednak z tego powodu w 1965 roku zrezygnowała ze stanowiska w rządzie. Wkrótce jednak wróciła do polityki, w 1966 roku została sekretarzem generalnym partii Mapai, a w 1969 roku przewodniczącą Izraelskiej Partii Pracy.

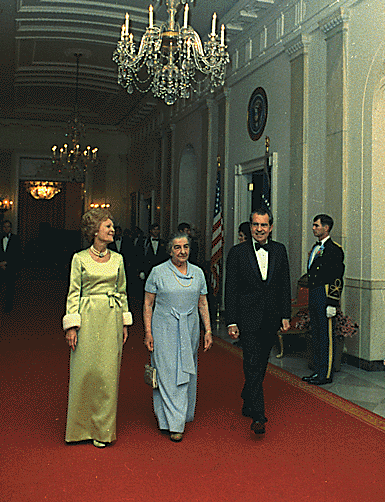
Meir wspólnie z Richardem Nixonem i jego żoną Pat w 1973 roku

### Premier Izraela
Po nagłej śmierci premiera Lewiego Eszkola, 17 marca 1969 roku została wybrana przez partię na jego następczynię. Gdy obejmowała to stanowisko, Izrael właśnie przejął znaczne obszary terenów arabskich w wyniku zwycięstwa w wojnie sześciodniowej w 1967 roku. Meir jednak musiała dać sobie radę z ciągłymi atakami wojsk egipskich, jakie miały miejsce wzdłuż Kanału Sueskiego, co wkrótce zostało nazwane tzw. „wojną na wyczerpanie”.
W październiku 1969 roku poprowadziła lewicowy blok partyjny Wspólny Front Robotników Izraela (Ma’arach) do zwycięstwa w wyborach parlamentarnych i ponownie przyjęła stanowisko premiera.
Po masakrze w Monachium w 1972 roku, kiedy olimpijczycy izraelscy zostali zamordowani przez palestyńskich terrorystów, Meir wydała Mosadowi rozkaz zlikwidowania członków organizacji Czarny Wrzesień i Ludowego Frontu Wyzwolenia Palestyny. Wydarzenia te opisał w swojej książce Monachium. Zemsta George Jonas, stała się ona kanwą dla nakręconego w 2005 roku filmu Stevena Spielberga pt. Monachium.

#### Wojna Jom Kipuri rezygnacja
Przez długi czas izraelski wywiad nie był w stanie ze stuprocentową pewnością określić, w którym momencie nastąpi atak sił arabskich na Izrael. Udało mu się to dopiero na dzień przed inwazją. Sześć godzin przed inwazją, Meir spotkała się z generałami Mosze Dajanem i Dawidem Elazarem. Ten pierwszy twierdził, że wojna może się nie zacząć, podczas gdy ten drugi opowiadał się za prewencyjnym uderzeniem na Syrię. Meir zdecydowała się na wyczekiwanie, wiedząc że Izrael musi dbać o swój wizerunek, szczególnie w obliczu możliwego embarga handlowego i na ropę naftową ze strony państw europejskich. Po zakończeniu wojny Jom Kipur i krytyce wywołanej początkowymi porażkami Izraela (wojna obnażyła wiele słabych punktów w strukturze państwa) 11 kwietnia 1974 roku Golda Meir ustąpiła z urzędu premiera na swoje życzenie. Wycofała się z życia publicznego i zajęła pisaniem książek.

### Ostatnie lata

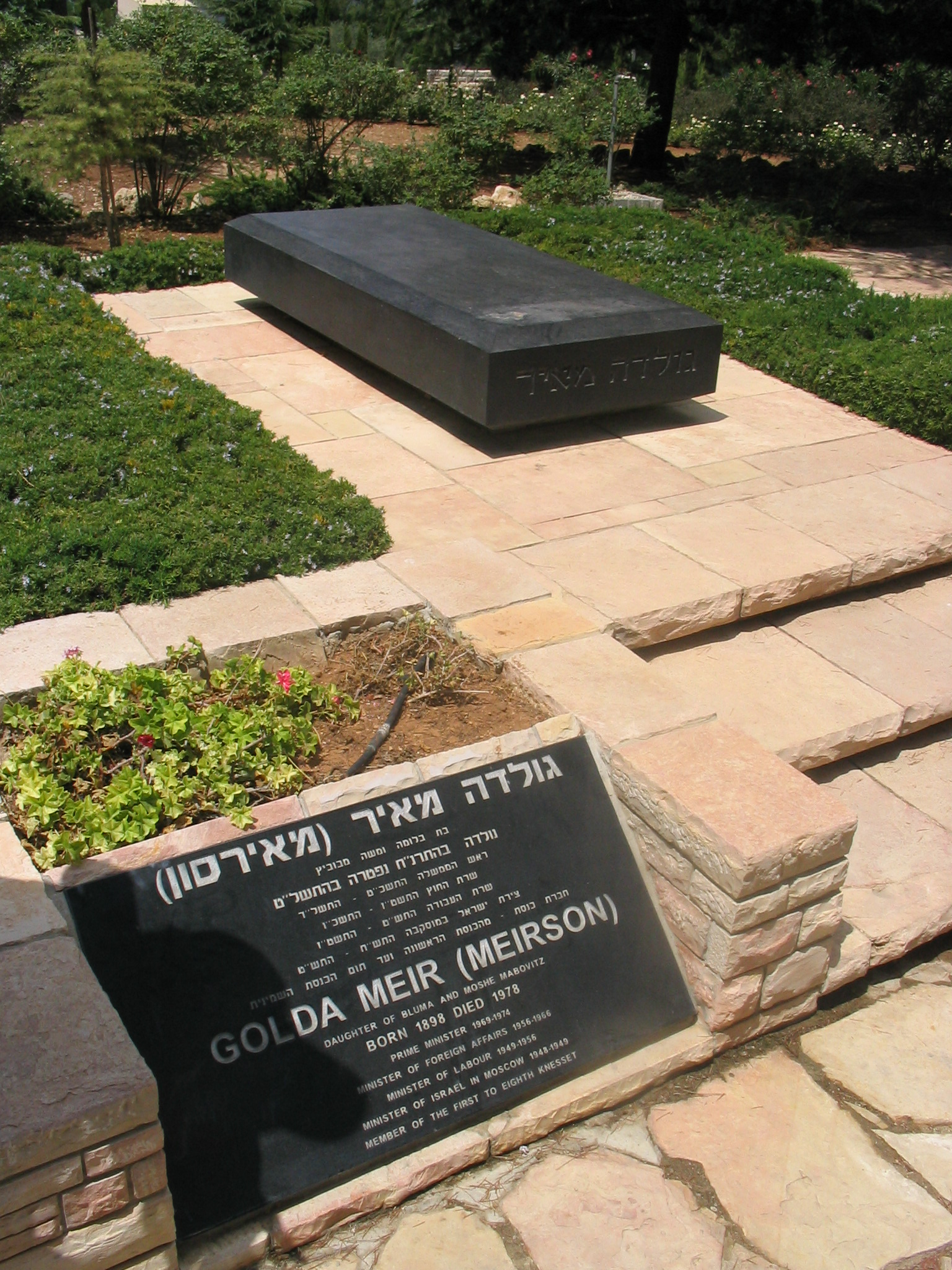
Grób Goldy Meir w Jerozolimie.

W 1977 roku została zaproszona do Knesetu podczas wizyty w Izraelu egipskiego prezydenta Anwara Sadata. Zmarła 8 grudnia 1978 roku w Jerozolimie. Pochowano ją na Wzgórzu Herzla.

## Odniesienia w kulturze
- Andy Warhol stworzył portret Goldy Meir w ramach cyklu Dziesięć portretów Żydów XX wieku.
- Goldę Meir sportretowała Ingrid Bergman w filmie telewizyjnym Kobieta o imieniu Golda (1982, reż. Alan Gibson)[8].
- W filmie Golda (2023, reż. Guy Nattiv) w Goldę Meir wcieliła się Hellen Mirren[9].